# José Manuel Oliveira
José Manuel Oliveira Boga, nacido el 5 de mayo de 1967 en Padrón (provincia de La Coruña), es un ex ciclista profesional español. Fue profesional desde 1988 hasta 1992.
Participó en la Vuelta a España en varias ocasiones, así como en el Tour de Francia 1991, en el Giro de Italia y en todas las clásicas de la Copa del Mundo de ciclismo.
Fue seleccionador gallego de ciclismo y director deportivo de los equipos Élite/Sub-23 Alca de Santiago, Club Ciclista Coruñés Leyma y Club Ciclista Estradense-Hierros Diego. 

## Equipos
- CLAS-Cajastur (1988-1991)
- CHCS-Ciemar (1992)